# 劣岭寺
劣岭寺，藏语称“劣岭贡巴”，位于西藏自治区日喀则市定结县多布扎乡，是一座藏传佛教寺院。

## 简介
劣岭寺位于西藏自治区日喀则市定结县多布扎乡，为藏传佛教寺院。定结县是茶马古道经过地区，留有不少佛寺、宗堡、碉楼、古墓，该寺便是其中一座佛寺。
劣岭寺的位置在多布扎乡政府驻地以南的咸水湖错母折林的东南岸，多布扎乡那仁村以东，朗木珠村西北。